# Khan Dângkaô
Khan Dângkaô är ett distrikt i Kambodja.   Det ligger i provinsen Phnom Penh, i den södra delen av landet, 9 km sydväst om huvudstaden Phnom Penh. Antalet invånare är 92 461. Arean är 118 kvadratkilometer.
Terrängen i Khan Dângkaô är mycket platt.